# Komposant
Komposanter er de størrelser som man kan dele en vektor op i. Hvis en vektor ses som hypotenusen i en retvinklet trekant, svarer vektorens komposanter til kateterne.
F.eks. kan en vektor med længden 5 skrives som (3, 4). 3 og 4 er vektorens komposanter.
| Matematik | Spire Denne artikel om matematik er en spire som bør udbygges. Du er velkommen til at hjælpe Wikipedia ved at udvide den. |